# Eleições autárquicas portuguesas de 1985 nos Açores
| Eleições autárquicas portuguesas de 1985 Distritos: Aveiro \| Beja \| Braga \| Bragança \| Castelo Branco \| Coimbra \| Évora \| Faro \| Guarda \| Leiria \| Lisboa \| Portalegre \| Porto \| Santarém \| Setúbal \| Viana do Castelo \| Vila Real \| Viseu \| Açores \| Madeira |

## Resultados por concelho
Os resultados nos concelhos da Região Autónoma dos Açores foram os seguintes:

### Angra do Heroísmo
| Partido                 | Partido                    | Votos  | %               | +/-  | Vereadores | +/-     |
| ----------------------- | -------------------------- | ------ | --------------- | ---- | ---------- | ------- |
|                         | Partido Social Democrata   | 6 978  | 44,86 / 100,00  | 0,86 | 4 / 7      | Estável |
|                         | Partido Socialista         | 6 189  | 39,79 / 100,00  | 0,50 | 3 / 7      | Estável |
|                         | Centro Democrático Social  | 1 480  | 9,51 / 100,00   | 1,52 | 0 / 7      | Estável |
|                         | Aliança Povo Unido         | 229    | 1,47 / 100,00   | 1,36 | 0 / 7      | Estável |
|                         | União Democrática Popular  | 208    | 1,34 / 100,00   | 0,41 | 0 / 7      | Estável |
|                         | Partido Popular Monárquico | 96     | 0,62 / 100,00   | -    | 0 / 7      | -       |
| Votos Inválidos         | Votos Inválidos            | 375    | 2,41 / 100,00   | 0,74 |            |         |
| Total                   | Total                      | 15 555 | 100,00 / 100,00 |      | 7 / 7      |         |
| Eleitorado/Participação | Eleitorado/Participação    | 28 105 | 55,35 / 100,00  | 8,05 |            |         |

### Calheta
| Partido                 | Partido                   | Votos | %               | +/-   | Vereadores | +/- |
| ----------------------- | ------------------------- | ----- | --------------- | ----- | ---------- | --- |
|                         | Partido Social Democrata  | 1 519 | 73,31 / 100,00  | 15,74 | 4 / 5      | 1   |
|                         | Centro Democrático Social | 464   | 22,39 / 100,00  | -     | 1 / 5      | -   |
|                         | Aliança Povo Unido        | 15    | 0,72 / 100,00   | -     | 0 / 5      | -   |
| Votos Inválidos         | Votos Inválidos           | 74    | 3,58 / 100,00   | 7,37  |            |     |
| Total                   | Total                     | 2 072 | 100,00 / 100,00 |       | 5 / 5      |     |
| Eleitorado/Participação | Eleitorado/Participação   | 3 468 | 59,75 / 100,00  | 3,21  |            |     |

### Corvo
| Partido                 | Partido                  | Votos | %               | +/-   | Vereadores | +/-     |
| ----------------------- | ------------------------ | ----- | --------------- | ----- | ---------- | ------- |
|                         | Partido Social Democrata | 145   | 61,44 / 100,00  | 8,31  | 3 / 5      | Estável |
|                         | Partido Socialista       | 78    | 33,05 / 100,00  | 4,56  | 2 / 5      | Estável |
|                         | Aliança Povo Unido       | 6     | 2,54 / 100,00   | -     | 0 / 5      | -       |
| Votos Inválidos         | Votos Inválidos          | 7     | 2,96 / 100,00   | 4,31  |            |         |
| Total                   | Total                    | 236   | 100,00 / 100,00 |       | 5 / 5      |         |
| Eleitorado/Participação | Eleitorado/Participação  | 282   | 83,69 / 100,00  | 10,11 |            |         |

### Horta
| Partido                 | Partido                   | Votos  | %               | +/-   | Vereadores | +/-     |
| ----------------------- | ------------------------- | ------ | --------------- | ----- | ---------- | ------- |
|                         | Partido Social Democrata  | 4 236  | 60,16 / 100,00  | 4,83  | 5 / 7      | Estável |
|                         | Partido Socialista        | 1 518  | 21,56 / 100,00  | 5,37  | 2 / 7      | Estável |
|                         | Aliança Povo Unido        | 621    | 8,82 / 100,00   | 3,38  | 0 / 7      | Estável |
|                         | Centro Democrático Social | 511    | 7,26 / 100,00   | 0,08  | 0 / 7      | Estável |
| Votos Inválidos         | Votos Inválidos           | 155    | 2,21 / 100,00   | 1,31  |            |         |
| Total                   | Total                     | 7 041  | 100,00 / 100,00 |       | 7 / 7      |         |
| Eleitorado/Participação | Eleitorado/Participação   | 11 240 | 62,64 / 100,00  | 10,63 |            |         |

### Lagoa
| Partido                 | Partido                   | Votos | %               | +/-   | Vereadores | +/-     |
| ----------------------- | ------------------------- | ----- | --------------- | ----- | ---------- | ------- |
|                         | Partido Social Democrata  | 1 932 | 62,99 / 100,00  | 8,90  | 4 / 5      | 1       |
|                         | Partido Socialista        | 649   | 21,16 / 100,00  | 1,57  | 1 / 5      | Estável |
|                         | Centro Democrático Social | 179   | 5,84 / 100,00   | 9,04  | 0 / 5      | 1       |
|                         | Aliança Povo Unido        | 127   | 4,14 / 100,00   | 0,30  | 0 / 5      | Estável |
|                         | União Democrática Popular | 27    | 0,88 / 100,00   | 0,85  | 0 / 5      | Estável |
|                         | PCTP/MRPP                 | 23    | 0,75 / 100,00   | -     | 0 / 5      | -       |
| Votos Inválidos         | Votos Inválidos           | 130   | 4,24 / 100,00   | 1,63  |            |         |
| Total                   | Total                     | 3 067 | 100,00 / 100,00 |       | 5 / 5      |         |
| Eleitorado/Participação | Eleitorado/Participação   | 7 282 | 42,12 / 100,00  | 15,48 |            |         |

### Lajes das Flores
| Partido                 | Partido                   | Votos | %               | +/-   | Vereadores | +/-     |
| ----------------------- | ------------------------- | ----- | --------------- | ----- | ---------- | ------- |
|                         | Partido Social Democrata  | 608   | 65,80 / 100,00  | 22,37 | 4 / 5      | 2       |
|                         | Centro Democrático Social | 144   | 15,58 / 100,00  | -     | 1 / 5      | -       |
|                         | Aliança Povo Unido        | 103   | 11,15 / 100,00  | 5,66  | 0 / 5      | Estável |
|                         | Partido Socialista        | 34    | 3,68 / 100,00   | 4,32  | 0 / 5      | Estável |
| Votos Inválidos         | Votos Inválidos           | 35    | 3,79 / 100,00   | 1,96  |            |         |
| Total                   | Total                     | 924   | 100,00 / 100,00 |       | 5 / 5      |         |
| Eleitorado/Participação | Eleitorado/Participação   | 1 410 | 65,53 / 100,00  | 7,47  |            |         |

### Lajes do Pico
| Partido                 | Partido                  | Votos | %               | +/-  | Vereadores | +/-     |
| ----------------------- | ------------------------ | ----- | --------------- | ---- | ---------- | ------- |
|                         | Partido Socialista       | 1 462 | 50,07 / 100,00  | 8,73 | 3 / 5      | 1       |
|                         | Partido Social Democrata | 1 324 | 45,34 / 100,00  | 4,20 | 2 / 5      | 1       |
|                         | Aliança Povo Unido       | 43    | 1,47 / 100,00   | 0,30 | 0 / 5      | Estável |
| Votos Inválidos         | Votos Inválidos          | 91    | 3,11 / 100,00   | 0,71 |            |         |
| Total                   | Total                    | 2 920 | 100,00 / 100,00 |      | 5 / 5      |         |
| Eleitorado/Participação | Eleitorado/Participação  | 4 449 | 65,63 / 100,00  | 7,49 |            |         |

### Madalena
| Partido                 | Partido                  | Votos | %               | +/-  | Vereadores | +/-     |
| ----------------------- | ------------------------ | ----- | --------------- | ---- | ---------- | ------- |
|                         | Partido Social Democrata | 1 618 | 52,36 / 100,00  | 7,67 | 3 / 5      | Estável |
|                         | Partido Socialista       | 1 287 | 41,65 / 100,00  | 9,34 | 2 / 5      | Estável |
|                         | Aliança Povo Unido       | 69    | 2,23 / 100,00   | 1,55 | 0 / 5      | Estável |
| Votos Inválidos         | Votos Inválidos          | 116   | 3,75 / 100,00   | 0,13 |            |         |
| Total                   | Total                    | 3 090 | 100,00 / 100,00 |      | 5 / 5      |         |
| Eleitorado/Participação | Eleitorado/Participação  | 4 544 | 68,00 / 100,00  | 5,06 |            |         |

### Nordeste
| Partido                 | Partido                  | Votos | %               | +/-   | Vereadores | +/-     |
| ----------------------- | ------------------------ | ----- | --------------- | ----- | ---------- | ------- |
|                         | Partido Social Democrata | 1 925 | 66,54 / 100,00  | 15,38 | 4 / 5      | 1       |
|                         | Partido Socialista       | 686   | 23,71 / 100,00  | 3,02  | 1 / 5      | Estável |
|                         | Aliança Povo Unido       | 174   | 6,01 / 100,00   | 3,80  | 0 / 5      | Estável |
| Votos Inválidos         | Votos Inválidos          | 108   | 3,73 / 100,00   | 1,76  |            |         |
| Total                   | Total                    | 2 893 | 100,00 / 100,00 |       | 5 / 5      |         |
| Eleitorado/Participação | Eleitorado/Participação  | 4 725 | 61,23 / 100,00  | 11,11 |            |         |

### Ponta Delgada
| Partido                 | Partido                       | Votos  | %               | +/-   | Vereadores | +/-     |
| ----------------------- | ----------------------------- | ------ | --------------- | ----- | ---------- | ------- |
|                         | Partido Social Democrata      | 10 882 | 58,73 / 100,00  | 9,15  | 5 / 7      | 1       |
|                         | Partido Renovador Democrático | 3 108  | 16,77 / 100,00  | Novo  | 1 / 7      | Novo    |
|                         | Partido Socialista            | 2 352  | 12,69 / 100,00  | 18,90 | 1 / 7      | 2       |
|                         | Aliança Povo Unido            | 885    | 4,78 / 100,00   | 1,02  | 0 / 7      | Estável |
|                         | Partido da Democracia Cristã  | 263    | 1,42 / 100,00   | -     | 0 / 7      | -       |
|                         | PCTP/MRPP                     | 175    | 0,94 / 100,00   | -     | 0 / 7      | -       |
|                         | União Democrática Popular     | 126    | 0,68 / 100,00   | 0,85  | 0 / 7      | Estável |
| Votos Inválidos         | Votos Inválidos               | 737    | 3,97 / 100,00   | 0,21  |            |         |
| Total                   | Total                         | 18 528 | 100,00 / 100,00 |       | 7 / 7      |         |
| Eleitorado/Participação | Eleitorado/Participação       | 42 904 | 43,18 / 100,00  | 13,61 |            |         |

### Povoação
| Partido                 | Partido                       | Votos | %               | +/-  | Vereadores | +/-     |
| ----------------------- | ----------------------------- | ----- | --------------- | ---- | ---------- | ------- |
|                         | Partido Social Democrata      | 1 556 | 46,70 / 100,00  | 0,94 | 3 / 5      | Estável |
|                         | Partido Socialista            | 988   | 29,65 / 100,00  | 5,06 | 1 / 5      | Estável |
|                         | Partido Renovador Democrático | 494   | 14,83 / 100,00  | Novo | 1 / 5      | Novo    |
|                         | Aliança Povo Unido            | 108   | 3,24 / 100,00   | 1,29 | 0 / 5      | Estável |
| Votos Inválidos         | Votos Inválidos               | 186   | 5,58 / 100,00   | 1,04 |            |         |
| Total                   | Total                         | 3 332 | 100,00 / 100,00 |      | 5 / 5      |         |
| Eleitorado/Participação | Eleitorado/Participação       | 5 885 | 56,62 / 100,00  | 8,50 |            |         |

### Ribeira Grande
| Partido                 | Partido                   | Votos  | %               | +/-   | Vereadores | +/-     |
| ----------------------- | ------------------------- | ------ | --------------- | ----- | ---------- | ------- |
|                         | Partido Social Democrata  | 5 194  | 55,84 / 100,00  | 4,87  | 4 / 7      | Estável |
|                         | Partido Socialista        | 3 239  | 34,82 / 100,00  | 0,07  | 3 / 7      | Estável |
|                         | Aliança Povo Unido        | 305    | 3,28 / 100,00   | 1,70  | 0 / 7      | Estável |
|                         | União Democrática Popular | 100    | 1,08 / 100,00   | 0,07  | 0 / 7      | Estável |
| Votos Inválidos         | Votos Inválidos           | 463    | 4,98 / 100,00   | 1,63  |            |         |
| Total                   | Total                     | 9 301  | 100,00 / 100,00 |       | 7 / 7      |         |
| Eleitorado/Participação | Eleitorado/Participação   | 17 319 | 53,70 / 100,00  | 12,73 |            |         |

### Santa Cruz da Graciosa
| Partido                 | Partido                  | Votos | %               | +/-   | Vereadores | +/- |
| ----------------------- | ------------------------ | ----- | --------------- | ----- | ---------- | --- |
|                         | Partido Social Democrata | 1 933 | 79,09 / 100,00  | 18,54 | 4 / 5      | 1   |
|                         | Partido Socialista       | 404   | 16,53 / 100,00  | 19,19 | 1 / 5      | 1   |
|                         | Aliança Povo Unido       | 21    | 0,86 / 100,00   | -     | 0 / 5      | -   |
| Votos Inválidos         | Votos Inválidos          | 86    | 3,52 / 100,00   | 0,21  |            |     |
| Total                   | Total                    | 2 444 | 100,00 / 100,00 |       | 5 / 5      |     |
| Eleitorado/Participação | Eleitorado/Participação  | 4 283 | 57,06 / 100,00  | 3,61  |            |     |

### Santa Cruz das Flores
| Partido                 | Partido                   | Votos | %               | +/-   | Vereadores | +/-     |
| ----------------------- | ------------------------- | ----- | --------------- | ----- | ---------- | ------- |
|                         | Partido Social Democrata  | 749   | 52,34 / 100,00  | 4,30  | 3 / 5      | Estável |
|                         | Partido Socialista        | 406   | 28,37 / 100,00  | 19,98 | 2 / 5      | 2       |
|                         | Centro Democrático Social | 150   | 10,48 / 100,00  | 17,84 | 0 / 5      | 2       |
|                         | Aliança Povo Unido        | 86    | 6,01 / 100,00   | 2,00  | 0 / 5      | Estável |
| Votos Inválidos         | Votos Inválidos           | 40    | 2,80 / 100,00   | 0,17  |            |         |
| Total                   | Total                     | 1 431 | 100,00 / 100,00 |       | 5 / 5      |         |
| Eleitorado/Participação | Eleitorado/Participação   | 1 885 | 75,92 / 100,00  | 2,91  |            |         |

### São Roque do Pico
| Partido                 | Partido                  | Votos | %               | +/-  | Vereadores | +/-     |
| ----------------------- | ------------------------ | ----- | --------------- | ---- | ---------- | ------- |
|                         | Partido Social Democrata | 1 059 | 57,12 / 100,00  | 2,85 | 3 / 5      | Estável |
|                         | Partido Socialista       | 547   | 29,50 / 100,00  | 3,10 | 2 / 5      | Estável |
|                         | Aliança Povo Unido       | 196   | 10,57 / 100,00  | 2,64 | 0 / 5      | Estável |
| Votos Inválidos         | Votos Inválidos          | 52    | 2,80 / 100,00   | 2,40 |            |         |
| Total                   | Total                    | 1 854 | 100,00 / 100,00 |      | 5 / 5      |         |
| Eleitorado/Participação | Eleitorado/Participação  | 2 822 | 65,70 / 100,00  | 7,36 |            |         |

### Velas
| Partido                 | Partido                   | Votos | %               | +/-  | Vereadores | +/-     |
| ----------------------- | ------------------------- | ----- | --------------- | ---- | ---------- | ------- |
|                         | Partido Social Democrata  | 1 856 | 69,41 / 100,00  | 0,86 | 4 / 5      | Estável |
|                         | Centro Democrático Social | 666   | 24,91 / 100,00  | -    | 1 / 5      | -       |
|                         | Aliança Povo Unido        | 70    | 2,62 / 100,00   | -    | 0 / 5      | -       |
| Votos Inválidos         | Votos Inválidos           | 82    | 3,07 / 100,00   | 2,18 |            |         |
| Total                   | Total                     | 2 674 | 100,00 / 100,00 |      | 5 / 5      |         |
| Eleitorado/Participação | Eleitorado/Participação   | 4 245 | 62,99 / 100,00  | 3,15 |            |         |

### Vila do Porto
| Partido                 | Partido                   | Votos | %               | +/-   | Vereadores | +/-     |
| ----------------------- | ------------------------- | ----- | --------------- | ----- | ---------- | ------- |
|                         | Partido Socialista        | 1 322 | 56,52 / 100,00  | 10,40 | 3 / 5      | Estável |
|                         | Partido Social Democrata  | 878   | 37,54 / 100,00  | 6,37  | 2 / 5      | Estável |
|                         | União Democrática Popular | 46    | 1,97 / 100,00   | 1,02  | 0 / 5      | Estável |
|                         | Aliança Povo Unido        | 10    | 0,43 / 100,00   | 1,30  | 0 / 5      | Estável |
| Votos Inválidos         | Votos Inválidos           | 83    | 3,55 / 100,00   | 0,42  |            |         |
| Total                   | Total                     | 2 339 | 100,00 / 100,00 |       | 5 / 5      |         |
| Eleitorado/Participação | Eleitorado/Participação   | 4 444 | 52,63 / 100,00  | 5,91  |            |         |

### Vila Franca do Campo
| Partido                 | Partido                       | Votos | %               | +/-   | Vereadores | +/-     |
| ----------------------- | ----------------------------- | ----- | --------------- | ----- | ---------- | ------- |
|                         | Partido Social Democrata      | 2 101 | 49,80 / 100,00  | 3,49  | 3 / 5      | Estável |
|                         | Partido Socialista            | 1 592 | 37,73 / 100,00  | 1,51  | 2 / 5      | Estável |
|                         | Partido Renovador Democrático | 257   | 6,09 / 100,00   | Novo  | 0 / 5      | Novo    |
|                         | Aliança Povo Unido            | 94    | 2,23 / 100,00   | 0,16  | 0 / 5      | Estável |
| Votos Inválidos         | Votos Inválidos               | 175   | 4,15 / 100,00   | 0,55  |            |         |
| Total                   | Total                         | 4 219 | 100,00 / 100,00 |       | 5 / 5      |         |
| Eleitorado/Participação | Eleitorado/Participação       | 7 561 | 55,80 / 100,00  | 10,04 |            |         |

### Vila Praia da Vitória
| Partido                 | Partido                    | Votos  | %               | +/-   | Vereadores | +/-     |
| ----------------------- | -------------------------- | ------ | --------------- | ----- | ---------- | ------- |
|                         | Partido Social Democrata   | 4 224  | 48,40 / 100,00  | 5,05  | 4 / 7      | Estável |
|                         | Partido Socialista         | 2 503  | 28,68 / 100,00  | 5,68  | 2 / 7      | 1       |
|                         | Centro Democrático Social  | 1 505  | 17,25 / 100,00  | 10,57 | 1 / 7      | 1       |
|                         | Aliança Povo Unido         | 161    | 1,84 / 100,00   | 0,05  | 0 / 7      | Estável |
|                         | Partido Popular Monárquico | 88     | 1,01 / 100,00   | -     | 0 / 7      | -       |
|                         | União Democrática Popular  | 25     | 0,29 / 100,00   | 0,47  | 0 / 7      | Estável |
| Votos Inválidos         | Votos Inválidos            | 221    | 2,53 / 100,00   | 0,33  |            |         |
| Total                   | Total                      | 8 727  | 100,00 / 100,00 |       | 7 / 7      |         |
| Eleitorado/Participação | Eleitorado/Participação    | 15 807 | 55,21 / 100,00  | 4,88  |            |         |